# Steve Brodie (siglo XIX)
Steve Brodie (Nueva York, 25 de diciembre de 1861 - San Antonio, Texas, 31 de enero de 1901) fue un actor y empresario estadounidense. Fue conocido porque alegaba haber saltado del puente de Brooklyn el 23 de julio de 1886. El supuesto salto, cuya veracidad era disputada, le dio publicidad, un próspero bar y una carrera como actor. Antes de esto, estaba en la pobreza tras haber perdido sumas significativas de dinero en las apuestas y las carreras.
Su fama persistió más allá de su muerte, siendo representado en películas y dando lugar al término de jerga estadounidense "brodie" - como en "hacer un brodie" -, que significaba tomar un riesgo o una oportunidad que podría ser considerada suicida.
Durante los años 1890, Brodie fue comparado al campeón británico de clavados y saltos de puente de la época, Tommy Burns.

## Primeros años
Brodie nació en el lado este del Bowery, en la ciudad de Nueva York, sólo tres días después de que su padre fuera asesinado en una reyerta callejera. Creció en dicho barrio vendiendo periódicos y lustrando zapatos. Durante su juventud se le acreditaron varios rescates acuáticos, como el de dos jóvenes mujeres que habían caído de una barca de excursión. También fue conocido por haber rescatado a la actriz Miss Jennie Rhett, que le regaló un relicario de oro por su valentía.

## Carrera

### Supuesto salto del puente

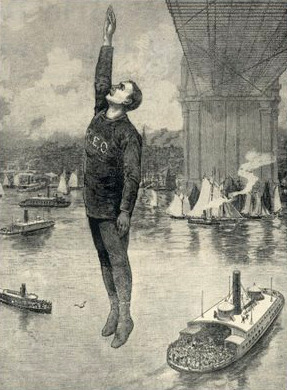
Salto fatal de Robert Emmet Odlum

El Puente de Brooklyn, entonces conocido como East River Bridge, había sido inaugurado sólo tres años antes del supuesto salto de Brodie. Un instructor de natación de Washington D. C. llamado Robert Emmet Odlum, hermano de la activista por los derechos de la mujer Charlotte Odlum Smith, había muerto mientras realizaba el mismo acto en mayo de 1885.
En julio de 1886, Brodie se encontraba sin dinero, habiendo perdido una fortuna en apuestas y carreras. Con el consentimiento de su esposa, Brodie supuestamente saltó desde el puente el 23 de julio de 1886, desde una altura de 41 metros, la misma que la de un edificio de 14 pisos. El periódico The New York Times dijo que el salto había sido desde una altura de 37 metros.
El periódico The New York Times sustentó su noticia del salto y dijo que Brodie había practicado haciendo saltos menores desde otros puentes y mástiles de buques, y que dos reporteros habían sido testigos del mismo. Según el reporte, Brodie saltó al río Este con los pies para abajo y salió a la superficie sin sufrir daño alguno, aunque con un poco de dolor en su lado derecho. Fue encarcelado luego del salto. The Times describió a Brodie como un "canillita y "caminante de largas distancias" que había saltado del puente para ganar una apuesta de 200 dólares, equivalentes a 6800 dólares en el presente. En otras versiones, era descrito como un corredor de apuestas y apostador.
Un tendero del Bowery llamado Isaac Meyers afirmó haber sido él quien animó a Brodie a saltar del puente de Brooklyn luego de que él le dijera que quería ser famoso.

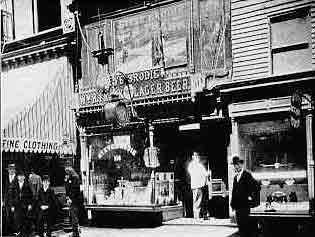
El bar de Steve Brodie en el Bowery alrededor de 1886

Otra versión sostiene que Moritz Herzber, un vendedor de licor, ofreció aprovisionar un saloon para Brodie si este hacía el salto y sobrevivía.
De ser verdad, habría sido la primera persona en haber saltado del puente y haber sobrevivido, pero su alegación fue disputada. Luego se dijo que se había lanzado un muñeco desde el puente y que Brodie se había tirado al agua desde un bote de remos.

#### Controversia
La duda sobre si Brodie realmente saltó del puente se abrió de inmediato y se mantiene hasta la actualidad.
Brodie, que estaba desempleado y era consciente de la publicidad generada por el fatal salto de Odlum, alardeó ante sus amigos en el Bowery sobre que él podría saltar. Se hicieron apuestas a favor y en contra, pero Brodie nunca anunció cuando haría el salto. El Brooklyn Eagle reportó en 1930 que un sargento de policía retirado y amigo de Brodie, Thomas K. Hastings, dijo que Brodie le había contado que él no saltó y que nunca había dicho que hubiera saltado.
En su libro The Great Bridge, el historiador David McCullough dice que Brodie probablemente no saltó. McCullough señala que fue creencia general de los escépticos que un muñeco se lanzó del puente y que Brodie simplemente nadó desde la orilla y emergió junto a un bote que pasaba.
El Departamento de Policía de Nueva York (NYPD) dijo en 1986, el centésimo aniversario del supuesto salto, que dos o tres personas saltan del puente cada año y algunos sobreviven. Sólo un mes después del salto de Brodie, un hombre llamado Larry Donovan saltó de un punto de aún mayor altura del puente, siendo el primer sobreviviente confirmado luego de saltar del puente de Brooklyn.

### Otros saltos
El 9 de noviembre de 1888, Brodie saltó del Poughkeepsie Railroad Bridge a una altura de 67 metros al río Hudson. Ganó 500 dólares por el intento y los reportes contemporáneos difieren sobre si sufrió o no lesiones serias. Poco después, se le citó diciendo que "no estaba dispuesto a saltar de puentes de nuevo".
En 1889, Brodie fue arrestado cuando se lanzó de las Horseshoe Falls, en Canadá. Un magistrado canadiense dijo que lo dejaría en libertad si él negaba haber hecho el salto. Mientras Brodie lo negó de manera poco convincente al principio, luego se retractó de su negativa cuando se le pidió que jurase sobre ella. Le dijo al magistrado: "Prefiero podrirme en la cárcel que jurar sobre una mentira. Yo salté las cataratas. Haga conmigo lo que le plazca". Su respuesta fue cuestionada por algunos, a la vez que lo hizo muy popular.

### Competencia
Durante los años 1890, Brodie fue comparado de manera desfavorble con uno de los campeones de clavados británicos y saltadores de puentes de la época, Tommy Burns, y el Baltimore Express sugirió que los clavados de Burns ponían los esfuerzos de Brodie y otros saltadores de puentes "en la sombra", mientras que el Evening Tribune afirmaba que Burns era "más grande que Steve Brodie en saltar puentes".

### Emprendimientos posteriores
Brodie capitalizó su reputación convirtiéndose en actor y apareciendo en los musicales de vodevil Mad Money y On the Bowery. Luego abrió un saloon en Buffalo, Nueva York.

## Vida privada
Luego del saldo, Brodie abrió un saloon en el número 114 del Bowery, cerca de Grand Street, que también se convirtió en un museo de su salto del puente. Entre las decoraciones había una declaración del capitán del bote que señalaba haberlo recogido del agua.
Brodie fue conocido por dar a la caridad, en tiempos como el difícil periodo de los años 1890, donando pan y salchichas, así como café, a los necesitados y sin hogar. Miles de personas se beneficiaron de su generosidad.

## Muerte
Brodie murió en San Antonio, Texas, el 31 de enero de 1901, acompañado de su familia. La causa de su muerte fue descrita por varias personas como diabetes y tuberculosis. Dejó cerca de $100,000 (3662400) en su testamento, con la mayor parte de su patrimonio a nombre de su hija mayor, Irene Brodie, en un fideicomiso hasta que sus otros dos hijos llegaran a la mayoría de edad, cuando el monto se repartiría en partes iguales. Su patrimonio comprendía alrededor de $75,000 (2746800) en bienes raíces y cerca de $30,000 (1098700) en efectivo. Lo sobrevivieron su esposa, dos hijas y un hijo.

## En la cultura popular

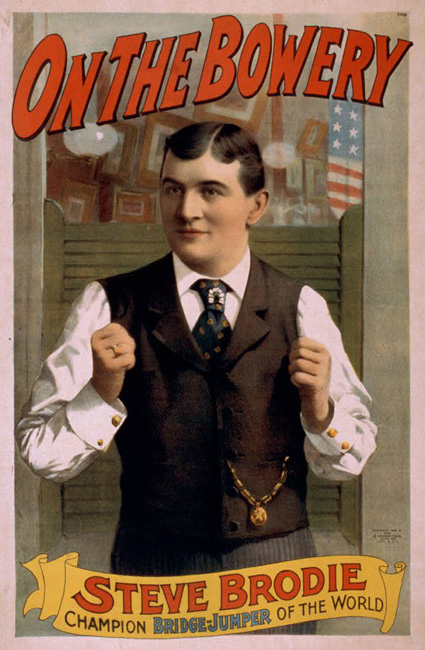
Litografía promocionando el musical On the Bowery

Brodie se convirtió en un símbolo popular del Bowery, apareció personalmente en shows musicales y su personaje fue utilizado muchas veces en películas mostrando el viejo Nueva York. Protagonizó una obra de tres actos titulada On the Bowery, de Robert Neilson Stephens, que se inauguró en 1894. Una imitación del saloon de Brodie era el escenario para el segundo acto, y Brodie cantaba una canción, "My Poil is a Bowery Goil". Valerie Bergere interpretaba a Blanche Livingstone, la joven que él rescataba y de la que luego se enamoraba. La obra terminaba con Brodie saltando del puente.
George Raft interpretó a Brodie en la película de 1933 The Bowery, que presenta una versión ficticia del salto de Brodie. Años después, un actor llamado John Stevenson utilizó el nombre de Brodie como su nombre artístico.
En el filme de cine negro de 1946 The Dark Corner, protagonizado por Lucille Ball y Mark Stevens, un conductor de taxi, cuando se le pregunta sobre el personaje del gánster William Bendix que murió tras una caída, dice que "nunca vio a nadie hacer un Brodie y rebotar". Brodie también es mencionado en la película de 1947 de Preston Sturges The Sin of Harold Diddlebock.
En 1949, Warner Brothers estrenó la caricatura de Merrie Melodies Bowery Bugs, en la que Bugs Bunny cuenta a un anciano la historia del salto de Steve Brodie, e la típica manera de Looney Tunes. En el episodio, el nombre de Brodie está escrito "BRODY" en una placa en el puente justo en el punto desde donde "Brody" supuestamente saltó. Nunca se menciona en la caricatura si Bugs estaba o no tratando de venderle al anciano el Puente de Brooklyn o simplemente la historia del salto de "Brody". Al final, Bugs le dice al anciano, "Y esa es la razón de por qué Steve Brody saltó del puente de Brooklyn. ¿Alguna otra cosa mas que quisiera conocer?" y el anciano responde, "No. Es suficiente, hijo. Lo compraré". Bugs entonces rompe la cuarta pared con un guiño mientras el anciano empieza a contar dinero en la mano de Bugs.
El desastroso musical de Broadway de 1965 Kelly fue inspirado en Brodie y llega a su clímax cuando el personaje principal Hop Kelly salta del puente.
La frase "hacer un Brody" se utiliza en la novela de 1963 de Thomas Pynchon V.: "Y al día siguiente ella leería en el periódico donde Esther Harvitz, veintidos, gradudada con honores de CCNY, había hacho un Brody desde algún puente, paso a altura o edificio alto". Pynchon también utilizó la expresión en The Crying of Lot 49: "...mi mejor guía hacia el Trystero fue haciendo un Brody". También aparece en la novela de 1996 de David Foster Wallace Infinite Jest, donde se dice: "McDade amenazó en la reunión que si tenía que ver Pesadilla en Elm Street XXII: La Senectud una vez más iba a hacer un brody desde el techo de la casa".